# Liste des évêques de Nancy

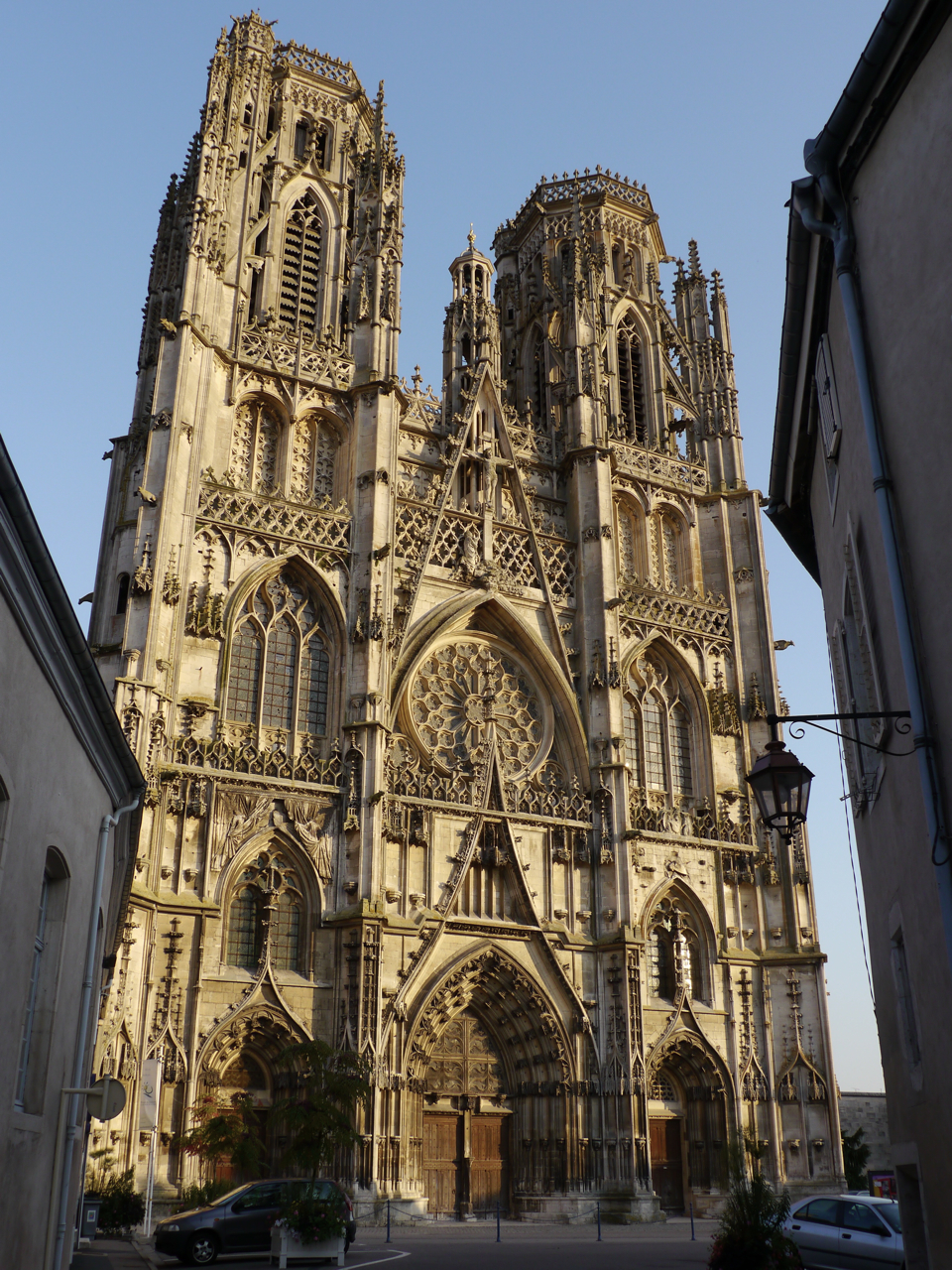
Cathédrale de Toul

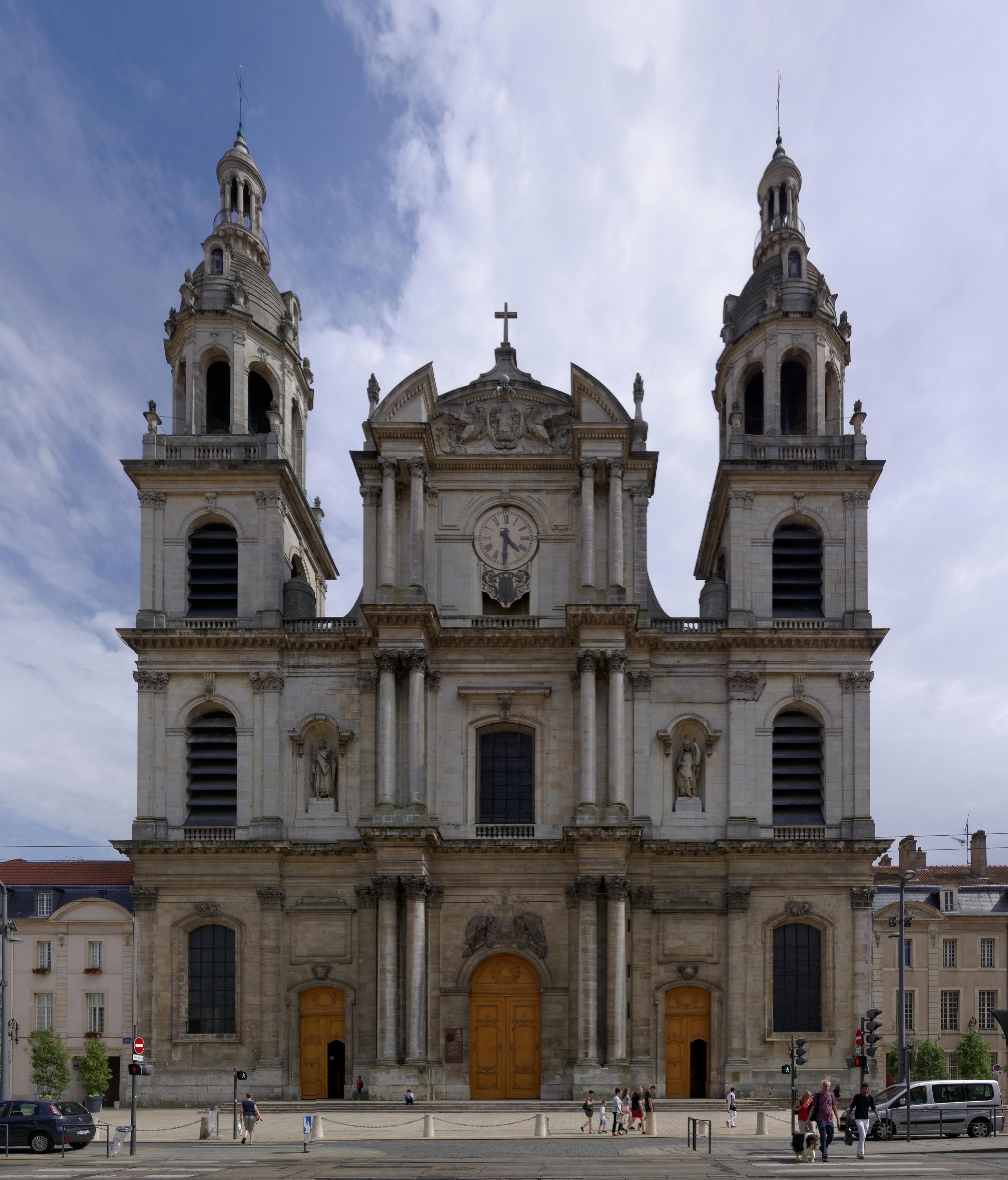
Cathédrale de Nancy

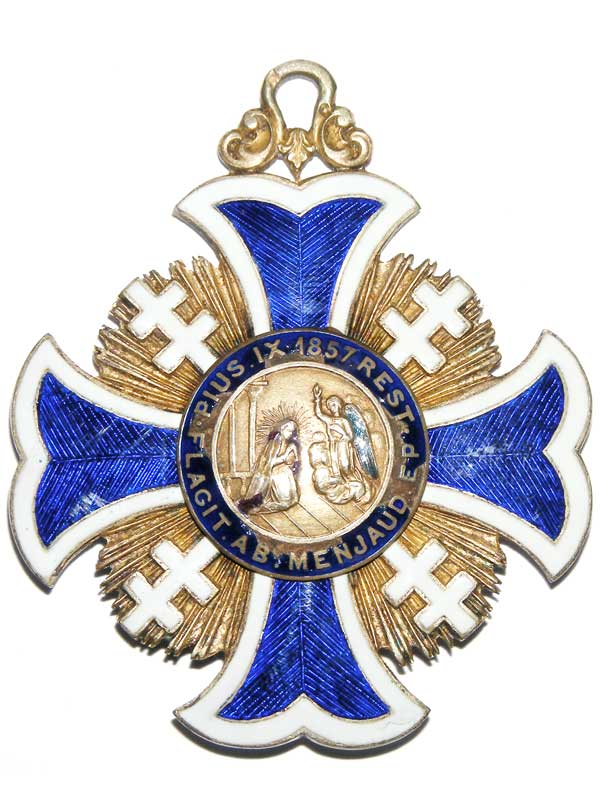
Revers de la croix de chapitre des chanoines de Nancy demandée par l'évêque Menjaud et octroyée le 28 mars 1857, en vermeil et émail, 61 x 73 mm de diamètre, fabrication de l'orfèvre Daubrée à Nancy, France, 2e moitié du XIXe siècle.

Le diocèse de Nancy a été érigé en évêché le 19 novembre 1777 après que le duché de Lorraine est devenu français.  Comme celle du diocèse de Saint-Dié créé la même année, sa juridiction s'étend sur une partie de l'antique diocèse de Toul démembré pour l'occasion. 
Le diocèse de Toul fut rattaché à celui de Nancy sous la Révolution française.
Voici la liste des évêques de Nancy et de Toul, primats de Lorraine, qui se sont succédé sur le siège épiscopal de l'ancienne capitale du duché de Lorraine depuis cette date :
Leurs prédécesseurs étaient les évêques de Toul (338-1802)

## Liste des évêques de Nancy, primat de Lorraine
| N° | Portrait                                                  | Blason | Nom                                | Début | Fin  | Notes                                          |
| -- | --------------------------------------------------------- | ------ | ---------------------------------- | ----- | ---- | ---------------------------------------------- |
| 1  | Portrait de Louis-Apollinaire de La Tour du Pin-Montauban |        | Louis-Apollinaire du Pin-Montauban | 1777  | 1783 | 1er évêque de Nancy; désigné archevêque d'Auch |
| 2  | Portrait de François de Fontange                          |        | François de Fontanges              | 1783  | 1787 | désigné archevêque de Bourges                  |
| 3  | Portrait de Anne-Louis-Henri de La Fare                   |        | Anne de La Fare                    | 1787  | 1790 | désigné archevêque de Sens en 1817; Cardinal   |

## Période révolutionnaire
Pendant la Révolution française Nancy est le siège du diocèse de la Meurthe
| N° | Portrait | Blason | Nom                  | Début | Fin  | Notes                  |
| -- | -------- | ------ | -------------------- | ----- | ---- | ---------------------- |
| 4  |          |        | Luc-François Lalande | 1791  | 1793 | évêque constitutionnel |
| 5  |          |        | François Nicolas     | 1799  | 1801 | évêque constitutionnel |

## Liste des évêques de Nancy et de Toul, primat de Lorraine
| N°                    | Portrait                             | Blason | Nom                         | Début | Fin               | Notes                                          |
| --------------------- | ------------------------------------ | ------ | --------------------------- | ----- | ----------------- | ---------------------------------------------- |
| 6 (Nancy) 92 (Toul)   |                                      |        | Antoine d'Osmond            | 1802  | 1810              | Premier évêque de l'évêché de Nancy et de Toul |
| 7 (Nancy) 93 (Toul)   |                                      |        | Benoît Costaz               | 1810  | 1814              | évêque concordataire                           |
| 6 (Nancy) 92 (Toul)   |                                      |        | Antoine d'Osmond            | 1814  | 27 septembre 1823 | Second Episcopat                               |
| 8 (Nancy) 94 (Toul)   | Portrait de Charles de Forbin-Janson |        | Charles de Forbin-Janson    | 1823  | 12 juillet 1844   | évêque constitutionnel                         |
| 9 (Nancy) 95 (Toul)   | Photo de Alexis Menjaud              |        | Alexis Menjaud              | 1844  | 1859              | désigné archevêque de Bourges                  |
| 10 (Nancy) 96 (Toul)  | Photo de Georges Darboy              |        | Georges Darboy              | 1859  | 1863              | désigné archevêque de Paris                    |
| 11 (Nancy) 97 (Toul)  | Photo de Charles Lavigerie           |        | Charles Lavigerie           | 1863  | 1867              | désigné archevêque d'Alger; Cardinal           |
| 12 (Nancy) 98 (Toul)  | Photo de Joseph-Alfred Foulon        |        | Joseph-Alfred Foulon        | 1867  | 1882              | désigné archevêque de Besançon; Cardinal       |
| 13 (Nancy) 99 (Toul)  | Portrait de Charles-François Turinaz |        | Charles-François Turinaz    | 1882  | 19 octobre 1918   |                                                |
| 14 (Nancy) 100 (Toul) | Photo de Charles Ruch                |        | Charles Ruch                | 1918  | 1919              | désigné évêque de Strasbourg                   |
| 15 (Nancy) 101 (Toul) | Photo de Hippolyte-Marie de La Celle |        | Hippolyte-Marie de La Celle | 1919  | 27 août 1930      |                                                |
| 16 (Nancy) 102 (Toul) | Photo de Étienne-Joseph Hurault      |        | Étienne-Joseph Hurault      | 1930  | 7 avril 1934      |                                                |
| 17 (Nancy) 103 (Toul) |                                      |        | Marcel Fleury               | 1934  | 16 août 1949      |                                                |
| 18 (Nancy) 104 (Toul) | Photo de Marc-Armand Lallier         |        | Marc-Armand Lallier         | 1949  | 1956              | désigné archevêque de Marseille                |
| 19 (Nancy) 105 (Toul) |                                      |        | Émile Pirolley              | 1956  | 29 juin 1971      |                                                |
| 20 (Nancy) 106 (Toul) | Photo de Jean Bernard                |        | Jean Bernard                | 1972  | 1991              | démissionne le 30 novembre 1991                |
| 21 (Nancy) 107 (Toul) | Photo de Jean-Paul Jaeger            |        | Jean-Paul Jaeger            | 1991  | 1998              | désigné évêque d'Arras                         |
| 22 (Nancy) 108 (Toul) | Photo de Jean-Louis Papin            |        | Jean-Louis Papin            | 1999  | 2023              | Retraite due à son âge.                        |
| 23 (Nancy) 109 (Toul) | Photo de Pierre-Yves Michel          |        | Pierre-Yves Michel          | 2023  | En cours          |                                                |

## Sources
- Étienne Martin, Les croix de chapitre à Nancy et à Toul, évolution du costume canonial nancéien, 128 pages, Paris, 2010, Histoire et curiosités - éditions phaléristiques, chez l'éditeur,  (ISBN 978-2-9528707-1-9).